# Virginio (cantante)
Virginio, cuyo nombre completo es Virginio Simonelli (Fondi, 31 de enero de 1985), es un cantautor italiano.
Hace su debut en 2006 participando en el Festival de la Canción de San Remo en la categoría Jovenes con la canción Davvero. Luego lanza su primer álbum Virginio con Universal Music y firma un contrato como autor con Sony Music. En 2011 gana la décima edición del show de talentos Amici di Maria De Filippi en la categoría de canto y publica su segundo álbum Finalmente, que ha ganado el Disco de oro. Entre 2012 y 2023 ha lanzado dieciséis sencillos. A la fecha sus ventas superan las 30 000 copias y entre los premios recibidos hay también un Wind Music Award oro.

## Biografía

### Los inicios:Sanremoy el primer álbumVirginio
Habiéndose acercado a la música desde muy joven, en su adolescencia aprende a tocar el piano. Después de acabar la escuela secundaria, se traslada a Milán, donde se inscribe a la Nueva Academia de Bellas Artes y entra en contacto con Paolo Agosta e Ivo Grasso, con quienes comienza a colaborar. 
En 2006 participa en el Festival de la Canción de San Remo en la categoría Jovenes con una canción escrita por él mismo "Davvero" que anticipa su primer álbum Virginio, producido por Ivo Grasso y Fabrizio Grenghi. Del álbum, cuyas letras están escritas por el cantante junto con Agosta, que también compuso las músicas, se extraen los sencillos Instabile y Novembre.

### La victoria deAmici di Maria De FilippiyFinalmente
En septiembre de 2010 pasó las selecciones de canto de la décima edición, de Amici di Maria De Filippi. Durante el programa, Virginio presenta sus canciones inéditas Ad Occhi Chiusi (escrita con Saverio Grandi), Non Ha Importanza  y Dolcenotte. Luego entra en la etapa final del programa y el 6 de marzo de 2011 gana el concurso en la categoría de canto, obteniendo un premio de 100.000 euro.
El 8 de marzo se publica Finalmente, por Universal Music Group, EP certificado Disco de oro (30.000 copias vendidas). Entre los autores también aparecen Kekko Silvestre de Modà que ha firmado para Virginio la canción A maggio cambio y Roberto Casalino, autor de Sincero. El primer sencillo extraído es Ad occhi chiusi que debuta en la posición 41 de los Top Singles, y luego alcanza la posición 20. El segundo sencillo, Sale se promociona durante el Sete di Radio Tour, Radio Bruno estate tour y Radionorba Battiti Live.

### Ovunquey vuelta aAmici
El 16 de marzo de 2012 se lanza la canción Alice (Elis), el primer sencillo del tercer álbum de Virginio Ovunque. El álbum, publicado el 26 de marzo de 2012, debuta en la 12.ª posición de Álbumes FIMI. Niccolò Agliardi, Bungaro y nuevamente Roberto Casalino y Saverio Grandi participan como coautores. Además, Gary Barlow, líder de Take That, ofrece a Virginio una canción suya, "Catch Me", transpuesta al italiano por el cantautor en "Tu mi senti".
La Dipendenza es el segundo sencillo del álbum.
A partir del 31 de marzo de 2012 Virginio participa en la undécima edición del programa Amici di Maria De Filippi en un circuito, definido Big, que ve como participantes a algunos ex competidores de las ediciones anteriores del talent show.

### 2015-2019
En 2015 es telonero de un concierto del Naïf tour de Malika Ayane y lanza el sencillo Hercules, producido en San Francisco por Corrado Rustici y escrito con Andy Marvel, Dimitri Ehrlich y Jesse Harris. En el mismo año es uno de los autores de las letras de Rimani tu de Raf. En 2016, junto con Andy Ferrara, escribe y musicaliza Weird de Lorenzo Fragola.
En 2016 se publica la recopilación A.M.I. - Rarità di Artisti per Amatrice, cuya recaudación se dona a las víctimas del terremoto italiano del 2016, en la que Virginio participa con una cover de Royals de Lorde. En 2017 es coautor de letra y música de la canción Chiaroscuro de Chiara Galiazzo.
En julio de 2017 participa en la Symphonic Night Vol 2 Napoli Fantasy en el Shibuya O-EAST en Tokio, como vocalista invitado de la banda de rock progresivo Cervello de Corrado Rustici, evento del que se publicó, antes en el mercado asiático y luego en el resto del mundo, un CD y DVD en vivo titulado Live in Tokyo 2017. En septiembre de 2018 formó parte del elenco, en el Teatro Nuovo de Milán, del evento musical Buon compleanno Mimì , organizado por la asociación cultural Minuetto en memoria de Mia Martini, rindiendo homenaje a la artista con una versión de Il fiume dei profumi - El río de los perfumes, canción escrita para ella por Biagio Antonacci. En 2017 lanza el sencillo Semplifica producido por Gianluigi Fazio y escrito en colaboración con el propio Fazio y Edwyn Roberts y promocionado en vivo por el cantautor durante el Festival Show 2018.
En 2018 vuelve a colaborar con Laura Pausini con quien es coautor de las letras de Fantástico (haz lo que eres), ESTÁ.ALLÁ y  El caso está perdido , luego participa como telonero en cinco etapas del Fatti Sentire World Wide Tour 2018 de la cantante. En noviembre de 2018 actúa en Osaka en el festival "Italia, amore mio!", un evento organizado por la Cámara de Comercio Italiana que promueve el made in Italy en el campo de la música, el arte y la comida. En el mismo año lanza el sencillo Rischiamo tutto y en 2019 Cubalibre, cuyo video inspirado en The Dreamers - Soñadores de Bernardo Bertolucci, dirigido por Alessandro Congiu, es premiado como Video revelación del año en el Premio Roma Videoclip 2019.
Con una conferencia en la Cámara de Diputados en junio de 2016 se anuncia que Virginio colaboraría en la realización de Parole liberate, oltre il muro del carcere - Palabras libres: más allá del muro de la prisión, un concurso de poesía, concebido por Duccio Parodi y Michele De Lucia, reservado a los presos. El poema ganador del concurso P.S. post scriptum, de Giuseppe Catalano, entonces recluso en la cárcel de Opera, fue musicalizado por Virginio y grabado y publicado en 2019.  P.S. post scriptum fue premiada como letra mejor en el Festival internazionale di cortometraggi tulipani di seta nera - Festival Internacional de Cortometrajes Tulipanes de Seda Negra.
Entre 2018 y 2019 colabora con Officine Buone, una organización sin fines de lucro que lleva música en vivo a los hospitales, participando también en la serie de MTV Involontaria inspirada en el proyecto.
El 2 de septiembre de 2019 Virginio anuncia, durante la 76.ª edición del Festival Internacional de Cine de Venecia, que él era el artista ganador de la convocatoria SIAE Per chi crea - Para los que crean, por la promoción nacional e internacional de música italiana, ganando la producción de una gira en los Estados Unidos, prevista para la primavera de 2020 pero actualmente pospuesta debido a la pandemia de COVID-19 de 2019-2021.

### 2020-hoy
En 2020 participa en la versión italiana de Tu Cara Me Suena (Tale e quale show) y asume el rol de director artístico musical de MP FILM, empresa productora de cine y música. En el mismo año también firma la dirección de sonido de Donne, storie che ispirano - Mujeres, Historias que inspiran, una docu-serie sobre cuatro historias de mujeres con cáncer de mama, en la cadena LA7d, y de Manteniamoci informate, campaña de sensibilización sobre el cáncer de ovario. Además, para apoyar a su ciudad natal, Fondi, que se convirtió en zona roja durante la pandemia de COVID-19 de 2020 organiza un concierto benéfico en streaming el 2 de abril de 2020, Artisti ProFondi, con la participación de Marco Masini, Arisa, Noemi y otros colegas.
En 2021 publica los sencillos Rimani y Brava gente. También en 2021 es autor de Ti vedo da fuori de Alessandra Amoroso, incluida en el álbum Tutto accade presentado por la cantante en el Estadio San Siro.
En 2022, en marzo, es el autor de la canción Quello che abbiamo perso de Giusy Ferreri, incluida en el nuevo álbum Cortometraggi. En abril hace un dueto con Bianca Atzei en la canción Collisioni.
En el mismo mes Virginio hace su debut en América Latina con el sencillo Mañana, la versión en español de Rimani. La canción fue presentada como estreno mundial en Primer Impacto de Univision, en una entrevista exclusiva con Tony Dandrades. Recibido positivamente, Virginio luego presenta la canción en otros programas de CNN y Telemundo.
En junio de 2022 se lanza su nuevo sencillo M'incanta para Universal Music Italia. 
En el mismo año escribe con Daniele Coro Il panda con le ali, canción que participa, y gana, en la sexagésima quinta edición del Zecchino D'Oro.
En septiembre de 2022 anuncia, durante la 79 edición del Festival Internacional de Cine de Venecia, su nuevo sencillo Non lo dire a nessuno (No lo digas a nadie en español), pieza principal de la banda sonora de la película homónima de Alessio Russo, a la que también participa Virginio con un cameo. El 11 de diciembre de 2022 participa y gana la segunda edición de Natale e Quale Show (Tu cara me suena versión italiana navideña) con la interpretación de George Michael en Last Christmas.
En el invierno de 2023 colabora en la creación de la canción Un milione di piccole tempeste interpretada por Gianni Morandi.
El 25 de mayo de 2023 presenta su nuevo sencillo El día con la noche (Il giorno con la notte en italiano) en dueto con Teo Bok y con la producción de Julio Reyes Copello.
En junio de 2023 vuelve a colaborar con Laura Pausini, escribiendo para ella el nuevo sencillo Il primo passo sulla Luna - El primer paso en la Luna.
En enero de 2024 escribe para y con Alberto Urso Mille domande. En febrero participa en Tale e quale Sanremo. Los días 16 y 30 de marzo es telonero de las fechas en Ciudad de México y Miami del Laura Pausini World Tour 2024. Durante una entrevista en el programa Conectados con Daisy de Telemundo, ha anunciado su nuevo sencillo Noche Negra que ha salido a la venta el 4 de junio. En septiembre de 2024 colabora en la composición de la música de la canción Disobbedire de Fiorella Mannoia y lanza su nuevo sencillo Amarene. Los días 7, 8 y 9 de noviembre es telonero de las fechas de Houston, Miami y Orlando de la gira De mi puño y letra de Carlos Baute.

## Vida privada
El 24 de mayo de 2023 en una entrevista con Vanity Fair Italia se declara homosexual.

## Discografía

### Álbumes
- 2006 - Virginio
- 2012 - Ovunque

### EP
- 2011 - Finalmente

### Sencillos
- 2006 - Davvero
- 2006 - Instabile
- 2006 - Novembre
- 2011 - Ad occhi chiusi
- 2011 - Sale
- 2012 - Alice (Elis)
- 2012 - La dipendenza
- 2015 - Hercules
- 2018 - Semplifica
- 2018 - Rischiamo tutto
- 2019 - Cubalibre
- 2019 - P.S. post scriptum
- 2021 - Rimani
- 2021 - Brava gente
- 2022 - Collisioni con Bianca Atzei
- 2022 - Mañana
- 2022 - M'Incanta
- 2022 - Non dirlo a nessuno
- 2023 - El día con la noche feat. Teo Bok
- 2024 - Noche negra ; Notte nera
- 2024 - Amarene

### Videoclip
- 2006 - Davvero
- 2006 - Instabile
- 2011 - Ad occhi chiusi
- 2011 - Sale
- 2012 - Alice (Elis)
- 2012 - La dipendenza
- 2015  - Hercules
- 2018 - Semplifica
- 2018 - Rischiamo tutto
- 2019 - Cubalibre
- 2019 - P.S. post scriptum
- 2021 - Rimani
- 2021 - Brava gente
- 2022 - Collisioni feat. Bianca Atzei
- 2022 - Mañana
- 2022 - M'incanta
- 2022 - Non dirlo a nessuno
- 2023 - El día con la noche feat. Teo Bok
- 2024 - Noche negra
- 2024 - Amarene

## Giras
- 2011 – Finalmente tour[52]
- 2012 – Ovunque tour
- 2017 – Acoustic live tour
- 2018/2019 – ElectroAcoustic live tour
- 2024 - Virginio 2024[53]

## Autor y compositor para otros cantantes
Las colaboraciones se enumeran entre paréntesis en la sección del título.
| Año  | Título | Artista                       | Álbum                        |
| ---- | --- | ----------------------------- | ---------------------------- |
| 2010 | Milleluci (con Paola & Chiara)                                                                                           | Paola & Chiara                | Milleluci                    |
| 2010 | Adesso stop! (con Paola & Chiara)                                                                                        | Paola & Chiara                | Milleluci                    |
| 2012 | Riflessi di me (con Francesca Michielin y Elisa Toffoli)                                                                 | Francesca Michielin           | Riflessi di me               |
| 2013 | Limpido - Limpio (con Laura Pausini)                                                                                     | Laura Pausini & Kylie Minogue | 20 - The Greatest Hits       |
| 2013 | Dove resto solo io - Donde quedo solo yo (con Laura Pausini)                                                             | Laura Pausini                 | 20 - The Greatest Hits       |
| 2014 | Qualcosa resta sempre (con Chris Loco, Natalia Hajjara y Philippe Marc Anquetil)                                         | Chiara Galiazzo               | Un giorno di sole            |
| 2015 | Rimani tu (con Raf, Chiara Civello, Alessandra Flora y Luca Vicini)                                                      | Raf                           | Sono io                      |
| 2015 | Como yo sabría (con Laura Pausini)                                                                                       | Maverick López                | 18+1                         |
| 2016 | Weird (con Lorenzo Fragola y Andy Ferrara)                                                                               | Lorenzo Fragola               | Zero Gravity                 |
| 2017 | Chiaroscuro (con Chiara y Gianluigi Fazio)                                                                               | Chiara Galiazzo               | Nessun posto è casa mia      |
| 2018 | Fantastico (fai quello che sei) - Fantástico (Haz Lo Que Eres) (con Laura Pausini)                                       | Laura Pausini                 | Fatti sentire - Hazte sentir |
| 2018 | Il caso è chiuso - El caso está perdido (con Laura Pausini)                                                              | Laura Pausini                 | Fatti sentire - Hazte sentir |
| 2018 | E.STA.A.TE - ESTÁ.ALLÁ (con Laura Pausini)                                                                               | Laura Pausini                 | Fatti sentire - Hazte sentir |
| 2018 | Tra le mani (con Andrea Bonomo)                                                                                          | Carmen Ferreri                | La complicità                |
| 2019 | Punto a capo | Carmen Ferreri                | Più forti del ricordo        |
| 2019 | Magnifico donare canción promocional para AVIS                                                                           | Chiara Galiazzo               | —                            |
| 2020 | Ognuno per sé | Francesco Bertoli             | Carpe Diem                   |
| 2021 | Ti vedo da fuori (Letras y música: Federica Camba, Daniele Coro, Virginio Simonelli)                                     | Alessandra Amoroso            | Tutto accade                 |
| 2022 | Quello che abbiamo perso (Letras y música: Diego Mancino, Daniele Coro, Virginio Simonelli)                              | Giusy Ferreri                 | Cortometraggi                |
| 2023 | Un milione di piccole tempeste (Letras y música: Diego Mancino, Daniele Coro, Federica Camba, Virginio Simonelli)        | Gianni Morandi                | Evviva!                      |
| 2023 | El primer paso en la luna (Letras: Virginio Simonelli, Cheope, Laura Pausini - música: Virginio Simonelli, Jason Rooney) | Laura Pausini                 | Almas Paralelas              |
| 2023 | Vale la pena (Letras y música: Virginio Simonelli, Daniele Coro, Denise Faro, Diego Mancino, Laura Pausini)              | Laura Pausini                 | Almas Paralelas              |
| 2024 | Mille domande (Letras y música: Virginio Simonelli, Alberto Urso, Daniele Coro, Fabio Arduini)                           | Alberto Urso                  | —                            |
| 2024 | Disobbedire (Letras: Cheope, Fiorella Mannoia - Música: Marco Colavecchio, Virginio Simonelli, Carlo Di Francesco )      | Fiorella Mannoia              | —                            |

## Premios
- 2011 - Campeón en la categoría de canto de la décima edición de Amici di Maria De Filippi[3]
- 2011 - Wind Music Award 2011 oro por Finalmente[71]
- 2018 - Premio internacional cultura, arte, entretenimiento y medio ambiente de Palinuro[72]
- 2018 - Riconoscimento Giovanni Paolo II (Reconocimiento Juan Pablo II)[73][74]
- 2019 - Premio Roma Videoclip como video revelación del año 2019 por Cubalibre[75]
- 2020 - Premio #SocialClip por P.S. Post Scriptum en el XIII Festival Internazionale Film Corto – Tulipani di seta nera 2020[76]
- 2022 - Premio Speciale (Premio Especial) en el Fara Film Festival 2022[77][78][79]
- 2023 - Premio Roma Videoclip como video International por El día con la noche[80]